# Фабрика футбола (фильм)
«Фабрика футбола» (англ. The Football Factory) — британский художественный фильм 2004 года, поставленный режиссёром Ником Лавом по мотивам одноимённого романа Джона Кинга. Премьера фильма состоялась в Великобритании 14 мая 2004 года.

## Сюжет
Действие фильма разворачивается в Великобритании, где на фоне драк враждующих группировок футбольных хулиганов двух лондонских клубов «Челси» и «Миллуолл», показан быт и уклад жизни современной британской молодёжи.

## В ролях
| Актёр          | Роль          |
| -------------- | ------------- |
| Дэнни Дайер    | Томми Джонсон |
| Фрэнк Харпер   | Билли Брайт   |
| Тамер Хассан   | Фред          |
| Роланд Манукян | Зеберди       |
| Нил Мэскелл    | Род           |

## Музыка
- Rage Against The Machine — «Killing in the Name»
- The Jam — «Going Underground»
- The Libertines — «What a Waster»
- Primal Scream — «Swastika Eyes (Spectre Mix)»

## Критика
На сайте-агрегаторе Rotten Tomatoes фильм имеет рейтинг 38 % свежести на основе 8 рецензий.